# M/Y Tournesol
M/Y Tournesol är en svensk motorkryssare, som byggdes som M/Y Abmarac 1912 av Rudéns Båtvarf, med skrovet byggd i Lotsverkets lokaler i Rosenvik på Djurgården i Stockholm, för Gustaf Cedergren. Hon ritades av Victor Israelsson (1864-1931).
M/Y Tournesol k-märktes 2014 av Sjöhistoriska museet i Stockholm.